# Bruchus quornensis
Bruchus quornensis là một loài bọ cánh cứng trong họ Bruchidae. Loài này được Blackburn miêu tả khoa học năm 1900.